# Stenalderlandbrug - et forsøg i nutiden
|  | Denne artikel er oprettet af botten PalnaBot ud fra en ekstern database. Den kan derfor have sproglige fejl eller mangler. Denne skabelon kan fjernes efter kontrol af indholdet. |

Stenalderlandbrug - et forsøg i nutiden er en film instrueret af John E. Carrebye.

## Handling
Geologiske undersøgelser af moselag viser, at stenalderens bønder ryddede i urskoven med økse og ild, og at man dyrkede korn i nogle af disse rydninger. I 1953 og 1954 har videnskabsmænd fra Danmarks geologiske Undersøgelse og Nationalmuseet prøvet at eftergøre en sådan "svedjerydning" med påfølgende kornavl ved hjælp af stenalderbøndernes redskaber.